# Mikael Rickfors (musikalbum)
Mikael Rickfors är ett debutalbum av Mikael Rickfors som släpptes 1975. Albumet är Rickfors första soloalbum efter att han lämnande bandet The Hollies.

## Låtlista
1. "Daughter Of The Night"
2. "Coney Island"
3. "The Leaving Scene"
4. "Straight And Narrow"
5. "Ain't Nobody Keepin' Score"
6. "It's Not Your Disposition"
7. "Slowly Comin' Up"
8. "Born In A Sunrise"
9. "Nothing's Gonna Please You"
10. "The Mission's Burning"[1]